# Dainfern Country Club
De Dainfern Country Club is een countryclub in Johannesburg, Zuid-Afrika. De golfclub is opgericht in 1991 en heeft een 18-holes golfbaan met een par van 72.
Golfbaanarchitect Gary Player ontwierp de golfbaan en beplantte de fairways met kikuyu-gras, een tropische grassoort, en de greens met struisgras.
De golfclub heeft ook voor hun leden op hun complex vier tennisbanen, twee squashbanen, twee zwembaden en een volleybalzaal. Daarnaast hebben ze ook een groot grasveld om te kunnen cricketten, rugbyen en voetballen.

## Golftoernooien
- South African Masters: 1992
- Seekers Travel Pro-Am: 2003-2008